# 72 Pułk Piechoty (Imperium Rosyjskie)
72 Tulski pułk piechoty (ros. 72-й пехотный Тульский полк) – oddział piechoty okresu Imperium Rosyjskiego.

## Charakterystyka
Sformowany w 1775. Stacjonował między innymi w Dęblinie.

 W przededniu I wojny światowej pułk etatowo posiadał cztery bataliony po cztery kompanie oraz kompanię tyłową. Kompania piechoty czasu wojny liczyła około 240 żołnierzy i 4–5 oficerów. Na szczeblu pułku występował także pododdział karabinów maszynowych (8 km), łączności (w tym 14 konnych gońców i 21 telefonistów) i zwiadowczy (64 zwiadowców, w tym 4 kolarzy). W sumie pułk liczył około 4000 żołnierzy.
Rozformowany w 1918.

## Podporządkowanie
Lipiec 1914:
- 14 Korpus Armijny – Lublin[7]
  - 18 Dywizja Piechoty – Lublin
    - 2 Brygada Piechoty – Dęblin
      - 72 Tulski pułk piechoty – Dęblin